# Geestmoor (Emsland)
Das Geestmoor ist ein Naturschutzgebiet in der niedersächsischen Gemeinde Geeste im Landkreis Emsland.

## Allgemeines
Das Naturschutzgebiet mit dem Kennzeichen NSG WE 269 ist rund 260 Hektar groß. Im Süden schließt in wenigen hundert Metern Entfernung das Naturschutzgebiet „Dalum-Wietmarscher Moor“ an. Das Gebiet steht seit dem 14. Juni 2006 unter Naturschutz. Zuständige untere Naturschutzbehörde ist der Landkreis Emsland.

## Beschreibung
Das Naturschutzgebiet liegt nordwestlich von Lingen im Internationalen Naturpark Bourtanger Moor-Bargerveen. Es ist Bestandteil des Bourtanger Moores. Das Naturschutzgebiet, das in etwa zwischen den Anschlussstellen „Geeste“ und „Twist“ der A 31, wird im Süden von der Autobahn durchschnitten und im Norden nach Westen von ihr begrenzt.
Das Gebiet stellt ein Hochmoorgebiet unter Schutz. Der östlich der Autobahn gelegene Bereich sowie Teile im Norden und Süden des westlich der Autobahn gelegenen Bereiches wurden industriell abgetorft. Sie sollen durch Wiedervernässung renaturiert werden. Im zentralen Bereich des westlich der Autobahn gelegenen Teilstücks des Naturschutzgebiets sind noch Flächen mit einer Weißtorfschicht vorhanden, die über ein hohes Regenerationspotential verfügen.

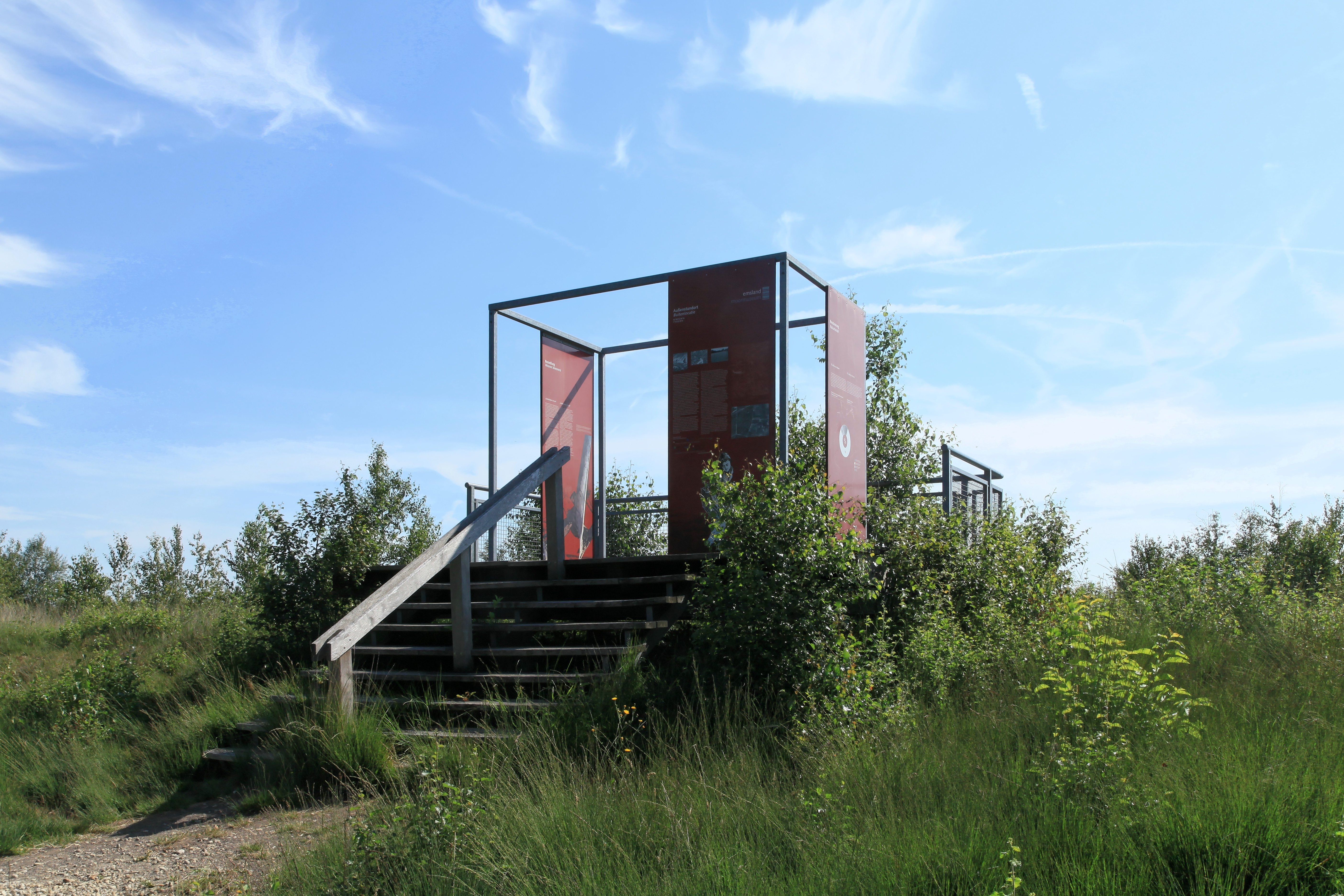
Aussichtsplattform im Geestmoor

Im Schutzgebiet sind neben den naturnahen Hochmoorflächen und den Wiedervernässungsflächen feuchte Heiden, Birkenmoorwald und Hochmoorgrünland zu finden.
Das Gebiet wird über diverse Gräben zur Ems entwässert.
Im Südwesten des Naturschutzgebietes befindet sich eine Aussichtsplattform, von der aus das Moor eingesehen werden kann. Das Emsland Moormuseum bei Geeste-Groß Hesepe befindet sich im Norden in der Nähe des Naturschutzgebietes.